# Obština Jakoruda
Obština Jakoruda (bulharsky Община Якоруда) je bulharská jednotka územní samosprávy v Blagoevgradské oblasti. Leží v jihozápadním Bulharsku v údolích povodí Mesty mezi Rilou a Západními Rodopy. Správním střediskem je město Jakoruda, kromě něj zahrnuje obština 7 vesnic. Žije zde necelých 10 tisíc stálých obyvatel.

## Sídla
Všechna sídla v obštině jsou samosprávná.
- Avramovo
- Bel Kamen
- Buncevo
- Černa Mesta
- Jakoruda[p 1] (sídlo správy)
- Jurukovo
- Konarsko
- Smolevo

## Sousední obštiny
| Růžice kompasu |                  | Samokov | Kostenec  | Růžice kompasu |
| Růžice kompasu |                  | Sever   | Belovo    | Růžice kompasu |
| Růžice kompasu | Obština Jakoruda |         | Belovo    | Růžice kompasu |
| Růžice kompasu | Jih              |         | Belovo    | Růžice kompasu |
| Růžice kompasu | Belica           |         | Velingrad | Růžice kompasu |

## Obyvatelstvo
V obštině žije 9 664 stálých obyvatel a včetně přechodně hlášených obyvatel 10 933. Podle sčítáni 1. února 2011 bylo národnostní složení následující:
- Turci: 4 120 (49.3 %)
- Bulhaři: 3 364 (40.3 %)
- Romové: 425 (5.1 %)
- ostatní: 446 (5.3 %)